# Vash Estampida
Vash Estampida (ヴァッシュ・"ザ・スタンピード, Vasshu "za Sutanpīdo"), es un personaje ficticio y protagonista principal de la serie de anime y manga Trigun, creado por Yasuhiro Nightow. Vash es el persona más temido en el planeta Gunsmoke, y tiene un precio de $60 mil millones de doblondolares (moneda de la serie) por su cabeza. Él se muestra con una actitud de buen corazón, algo tonto y hace todo lo posible para no lastimar a nadie si puede evitarlo. La mayor parte de la destrucción que se le atribuye es en realidad causado por las medidas extremas que toma la gente para capturarlo o matarlo para obtener la recompensa, como resultado, ha sido apodado "El huracán humano" o "El hombre de los 60 mil doblondolares". En el capítulo 9 del anime se logra conocer el nombre completo de Vash (Valentinez Alkalinella Xifax Sicidabohertz Gumbigobilla Blues Stradivari Talentrent Pierre Andry-Charton Haymoss Ivanovici Baldeus George Doitzel Kaiser III).
El comportamiento tonto de Vash oculta el hecho de que es un pistolero con una habilidad extraordinaria, y casi siempre es capaz de evitar su captura por parte de sus oponentes y derrotarlos fácilmente sin matarlos. Pasa la mayor parte del tiempo viajando de ciudad en ciudad, entrando y saliendo de problemas asegurándose de que todos sobrevivan, a menudo obstaculizando (y en ocasiones ayudando) por su temible reputación.

## Creación y concepción
El autor de manga de Trigun, Yasuhiro Nightow, ha declarado que el nombre de Vash fue su propia creación en lugar de referencias a las bandas que le dio a otros miembros del elenco. Desarrolló a Vash como si tuviera una personalidad seria con un lado infantil, y descubrió que era el más identificable de todas sus creaciones. Para contrastar a Vash con los héroes típicos de las películas de acción, Nightow lo retrató como un pacifista ya que no quería que su personaje principal fuera un asesino. A lo largo de la historia, Vash evita matar enemigos desarmándolos y evita infligir heridas mortales durante el combate. Su personalidad alegre se utilizó para resaltar este rasgo con su eslogan: "Oye, lo siento. ¿Amor y paz?". Para enfatizar que Vash es un pistolero experimentado, Nightow lo describió con una vista fuerte que le da una puntería más precisa. Mientras hacía la serie, le sorprendió la popularidad de Vash entre los lectores occidentales. Al comparar la caracterización del manga de Vash con su personaje de anime, Nightow dijo que su versión no tiene tantos enamoramiento por las mujeres que conoce.
Para hacer distintiva la apariencia de Vash, Nightow a menudo cambiaba el color de cabello del personaje a lo largo de la serialización. Aunque los fanáticos cuestionaron si esto era relevante para la historia, Nightow decidió no revelar su razón. En el clímax de la serie, se revela que el cabello rubio de Vash se vuelve negro como un efecto secundario del uso excesivo de sus poderes sobrenaturales. A pesar de sus esfuerzos en su diseño, Nightow lamenta haberle dado a Vash y al antagonista Legato Bluesummers ojos detallados porque los dibujó de manera inconsistente en el manga. Nightow tuvo problemas para diseñar el arma de Vash ya que la apuntó para que se viera visualmente atractiva y efectiva de usar. Aunque originalmente quería crear un arma con balas ilimitadas, la reemplazó por una tradicional después de consultar una imagen de un cañón al revés en busca de inspiración. Además de las armas de Vash, Nightow lo retrató con un poder sobrenatural conocido como "Brazo de ángel", en el que sus brazos mutan para formar un arma. Los Brazos de ángel adoptan una forma femenina y pueden crear o dar a luz materia.
Si bien Vash es el protagonista del manga, el director de anime Satoshi Nishimura usó a Meryl Stryfe como personaje principal. En el anime, ella busca el tifón humanoide e inicialmente no cree que sea Vash debido a su comportamiento infantil. Para crear suspenso, el escritor Yōsuke Kuroda sugirió que Vash no dispararía una bala hasta el quinto episodio, lo que hace que Meryl se dé cuenta de que él es el famoso pistolero.

### Actores de voz
Masaya Onosaka comenzó a dar voz a Vash en el anime, que se estrenó en Japón en 1998. Onosaka dijo que no sabía cuándo se haría la película de 2010, Trigun: Badlands Rumble, y que la mayoría del elenco y el equipo se sintieron abandonados en la oscuridad durante mucho tiempo antes de que comenzara la producción. Después del anuncio de la película, Onosaka estaba feliz de ver a su personaje presentado en los cines por primera vez y de trabajar con el elenco de Trigun por primera vez desde que el anime terminó doce años antes. La nueva actriz de doblaje, Maaya Sakamoto, dijo que le gustaba estar involucrada en la película porque interpretó a Vash a través de su personaje, una cazarrecompensas llamada Amelia Ann McFly, quien protagonizó la película como protagonista. Kōki Miyata dio voz al joven Vash.
Johnny Yong Bosch comenzó su carrera como actor de voz proporcionando la voz de Vash en la versión doblada al inglés de Trigun. Nunca había oído hablar de la serie hasta que lo contrataron para el papel. Según Bosch, la mayoría de las respuestas de los fanáticos a su actuación fueron positivas, y Nightow encontró su actuación atractiva. Bosch atribuyó su recepción positiva a la historia y al director de reparto. Disfrutó de los rasgos de Vash, específicamente sus filosofías pacifistas junto con el eslogan: "¡Este mundo está hecho de amor y paz!". Bryce Papenbrook expresa el yo más joven de Vash de los flashbacks.

## Manga

### Historia temprana
Vash y su hermano gemelo Knives fueron descubiertos por Rem Saverem a bordo de una nave de SEED, una colonia de naves espaciales que contiene a los últimos humanos sobrevivientes que habían huido de la Tierra después de su destrucción. Mientras experimenta con las bases de datos de la nave, Knives interrumpe deliberadamente el sistema de navegación, activando una alarma y despertando a los pasajeros inactivos a bordo. Rem corrige rápidamente el sistema. Knives y Vash más tarde tropezaron accidentalmente en un área restringida a bordo del barco y descubrieron que otra planta, Tessla, había sido estudiada previamente por la tripulación a bordo del barco, y fue sometida a una investigación y experimentos continuos que la llevaron a la muerte.
Horrorizados, Knives declara su odio a la humanidad. Con miedo y sintiéndose solo, Vash intenta suicidarse. Rem interviene, y Vash la hiere accidentalmente en el proceso. Al principio, calmado por la catarsis repentina de herir a un humano, Vash se horroriza por lo que ha hecho y la salva. Rem comparte su propio pasado problemático y convence a Vash de tener fe en el potencial ilimitado para el futuro, y Vash obtiene un nuevo respeto por la vida. Sin embargo, Knives usa lo que aprendió de su manipulación accidental antes de intentar estrellar a la Flota en el planeta conocido como "Tierra de nadie". Rem envía a Vash y a Knives a bordo de una cápsula de escape, pero se queda atrás para intentar corregir la navegación. A bordo de la cápsula de escape, Knives revela su participación en la caída y comenzó a odiar a Vash por él. Más tarde, se encuentra sin ningún otro lugar a donde ir, y por eso sigue a Knives mientras recorren el planeta, observando a los pocos sobrevivientes que construyeron ciudades alrededor de los barcos que se estrellaron.
Vash y Knives se separaron después de que Vash fue capturado en un pequeño pueblo y Knives mató a todas las personas para salvarlo. Horrorizado, Vash dispara a Knives en el hombro, lo que hace que Knives tome represalias cortando el brazo izquierdo de Vash. Después de su separación, Vash vagó por el planeta hasta que fue encontrado por un grupo de humanos que vivían a bordo de una nave aún en su mayoría funcional. Vash adoptó la ciudad como su nuevo hogar, y allí recibió un brazo cibernético. Vash viaja a la ciudad de Julio en busca del Conde Revnant Vaszques, a quien Vash creía correctamente que era el seudónimo del Dr. William Conrad, quien había utilizado su conocimiento de las plantas para construir una vida rica en julio. Sin embargo, al llegar, se enfrenta a Knives, que ya ha obligado a Conrad a su servicio. Knives captura a Vash y Conrad estudia el brazo de Vash para comprender mejor sus habilidades. Knives decide intentar forzar los poderes inactivos de Vash a la fuerza, pero el plan fracasa y la explosión destruye a Julio, dejando a 200,000 personas sin comida ni refugio e hiriendo gravemente a Knives. Conrad y Legato encuentran a Knives en medio de los escombros, y le salvan la vida, con Legato jurando vengarse de Vash por lo que le sucedió a Knives. El incidente asegura la reputación de Vash como El huracán humano.

### Trigun
La serie comienza con Vash siendo perseguido por cazadores de recompensas, solo para ser salvado por la llegada de Meryl Stryfe y Milly Thompson de la Sociedad de Seguros Bernardelli, quienes anuncian que Vash ha sido clasificado como un "Desastre Natural" y, como tal, su recompensa ha sido cancelada. Aunque inicialmente se alegró de saber de la cancelación de la recompensa, se desanima cuando descubre que los dos pretenden seguirlo. Mientras viaja, las Chicas de Seguros que lo persiguen, pasa por un sacerdote varado en el desierto. El sacerdote se presenta a sí mismo como Nicholas D. Wolfwood, y las dos partes quedan en términos amistosos. La historia principal comienza con la llegada de Legato Bluesummers, quien se identifica como un seguidor de Knives. Legato le da a Vash un estuche para monedas, advirtiéndole que vendrán doce asesinos por él, cada uno con una moneda, y si Vash logra recolectar los doce "algo interesante sucederá".
Se revela que los doce son las armas Gung-ho, los asesinos de élite de Knives, y el sacerdote Wolfwood ha sido recientemente contratado como uno de ellos bajo el nombre de Nicholas the Chapel. Vash tiene éxito en derrotar a los primeros tres, Monev the Gale, E. G. Mine y Dominique, aunque pierde su brazo cibernético en la batalla con Gale. Poco después de derrotar a Dominque, Vash percibe el inminente renacimiento de Knives y se enfrenta a él. Cuando Legato se mueve instintivamente para atacar a Vash, Knives renacido rompe el cuerpo de Legato y luego intentan activar el poder de Vash de nuevo para eliminar la ciudad. Vash se resiste y, en cambio, redirige la explosión hacia arriba, donde golpea una de las lunas de la Tierra de nadie y deja un enorme cráter. Luego de esto Vash desaparece después.

### Trigun Maxium
2 años después, el sacerdote Nicholas D. Wolfwood llega a una ciudad en busca de Vash. Una vez que lo descubre lo convence de salir de su pseudo-retiro, contando las maldades de Knives y su progreso en la eliminación de la humanidad. Al enterarse de las ubicaciones de Vash, Legato roto pero vivo declara que el juego de la matanza ha comenzado de nuevo y envía a Rai-Dei the Blade. En su confrontación con Blade, Vash se entera de que Legato y las armas Gung-ho han descubierto la ubicación de su hogar. Después de que Wolfwood ejecuta a Blade, los dos casi se desmoronan por la moralidad del asesinato, pero aceptan continuar viajando juntos, yendo a la casa de Vash. Allí, Vash lucha contra Leonoff, el maestro de las marionetas y Wolfwood, lucha contra Gray the Ninelives. Después de su victoria, Vash se entera de los habitantes que la nave ha hecho contacto con la Tierra con éxito, y las naves llegarán para salvarlos de la Tierra de Nadie.
Knives usa sus poderes para reducir los satélites utilizados para comunicarse con la Tierra, y Vash reanuda sus viajes cuando se entera de la conexión cortada y adivina la razón. Se reúnen con las Insurance Girls, pero como resultado, las dos chicas se ven atrapadas en la batalla cuando Midvalley the Hornfreak, Hoppered the Gauntlet y Zazie the Beast llegan. Hoppered, un sobreviviente de Julio, busca vengarse de Vash, mientras Midvalley cuestiona las verdaderas metas de Wolfwood como las dos batallas. En la batalla, las habilidades de Vash se vuelven a despertar, y solo la intervención de Elendira the Crimsonnail desactiva la situación. Las Chicas del seguro aprenden así la verdad sobre los poderes de Vash como planta. Después de enterrar a Hoppered y Midvalley, Vash y Wolfwood continúan sus viajes a la base de Knives, donde Vash y Knives luchan una vez más. Vash es derrotado y restringido por Legato, mientras que Knives se embarca a bordo de una nave existente llamada "The Ark" con un nuevo plan para eliminar a la humanidad: viajar de ciudad en ciudad para absorber las Plantas para aumentar su poder y separar a la humanidad de su una cuerda de salvamento Wolfwood traiciona a los Guns y rescata a Vash, revelando su verdadera identidad como Nicholas el castigador del ojo de Michael y las armas Gung-ho, y cómo traicionó a la verdadera Capilla para tratar de infiltrarse en los Guns y matar a Knives. Wolfwood se va poco después cuando se entera de que el último de los Guns y la Capilla real se dirigen hacia el orfanato donde creció. Vash se reúne con Wolfwood y lo salva de una muerte segura a manos de Chapel, solo para que Wolfwood y Livio / Razlo continúen duelo hasta la muerte. Mientras Wolfwood inesperadamente golpea a Razlo y trae a Livio, él fallece poco después por sus heridas y el estrés de tomar el exceso de líquido de regeneración. Livio, el Colmillo Doble, el amigo de la infancia de Wolfwood, se une a Vash y los dos se dirigen a Octovern, la última de las "Siete Ciudades" originales que quedan en el planeta. Vash, después de hablar con sus amigos, comienza a fabricar balas usando su poder, dándoles la capacidad de disparar pequeños agujeros negros con habilidades similares a los agujeros de mayor escala que creó en julio y Jeneora Rock. Cuando Cuchillos y el Arca se aproximan a la ciudad, la flota de la Tierra llega al espacio. Después de teletransportarse para evitar la descarga inicial de las naves de la Tierra, los cuchillos comienzan simultáneamente a duelo con Vash e intentan frustrar la flota de la Tierra mediante la absorción de una de sus Plantas independientes. Durante la pelea, Legato reaparece y comienza a hacer un duelo con Vash con el único propósito de mantenerlo alejado de Knives, que ahora está completamente concentrado en la flota de la Tierra. Después de una pelea larga y unilateral, Legato revela que la caja de monedas ahora completa bloquea sus poderes, lo que significa que la totalidad del viaje de Vash contra los Guns ha llevado a este final culminante.
Vash derrota a Legato, y finalmente rompe su promesa de no matar cuando Legato derrotado amenaza a Livio. Sin embargo, al no poder parar con tanto en juego, Vash continúa y ayuda a romper el control de Knives sobre el Arca y las plantas absorbidas al comunicarse con ellos directamente. Las Plantas abandonan a Knives y comienzan a cooperar con los seres humanos. Impotente Knives se enfrentan a Vash por última vez, pero Vash salva a Knives de las naves vengativas de la Tierra y se va volando. Knives y Vash hacen la paces antes de que Knives agote lo último de su poder y fallezca. Ahora esencialmente impotente, Vash continúa sus viajes como un pistolero normal.

## Anime
Vash tiene en realidad 131 años en el anime. Vash, como planta, requiere un arma especial conocida como el brazo de ángel para activar sus poderes en toda su extensión. Esta arma es una de las dos que los cuchillos de Vash crearon a partir de la tecnología que rescató de un barco de SEEDS. Poco después de recibir su brazo de ángel de parte de su hermano, Vash descubre que las dos pistolas fueron hechas para ayudar a Knives en su plan de "limpiar" el planeta de su población humana. Conflicto tanto emocional como moralmente contra la meta de su hermano, Vash recuerda la moral que le enseñó Rem Saverem, un cuidador humano. Él dispara a los Cuchillos en la pierna y después de presenciar el dolor y la conmoción que su hermano acaba de experimentar, Vash, en un pánico desalentador, toma ambas armas y huye al desierto mientras los Cuchillos le llaman dolorosamente para que regrese. Pasa dos años solo vagando por Gunsmoke hasta que finalmente se derrumba por agotamiento. Es rescatado por un grupo de humanos de la única nave de SEEDS que queda en funcionamiento en el planeta, que no se estrelló durante la "Gran Caída". Mientras está allí, hace amigos humanos y está dotado con su gabardina roja (de estilo plumero).
Después de unos meses se va y se aventura al mundo. Vash regresa a la nave 80 años después en busca de algún familiar de Rem en sus bases de datos y encuentra el último con vida: PASAJERO NO.300-89-9023AS, o "Revenant Buskus". Buskus había estudiado Plantas y estableció una nueva teoría de las plantas en la Ciudad de Julio. Vash va a July City con la esperanza de reunirse con él, pero en cambio encuentra a Knives de pie sobre el cadáver de Revenant. En el tiroteo que siguió, Cuchillos dispara el brazo izquierdo de Vash. Después de recuperar la posesión del brazo negro del ángel, él activa el brazo del ángel blanco de Vash en un intento de destruir la ciudad y todos los que están en ella, pero Vash gira el brazo del ángel sobre los cuchillos, lo que resulta en el incidente de julio. El nombre completo de Vash nunca se revela, sin embargo, cuando Vash conoce a Wolfwood por primera vez, se presenta como Valentinez Alkalinella Xifax Sicidabohertz Gumbigobilla Blue Stradivari Talentrent Pierre Andry Charton-Haymoss Ivanovici Baldeus George Doitzel Kaiser III. Cuando Milly dice Vash la Estampida, Vash le dice a Milly que no debe usar su "nombre completo" todo el tiempo. Cuando Nicholas D. Wolfwood pregunta por el verdadero nombre de Vash, Vash responde: "Solo entre usted y yo, mi nombre es irrelevante". Más adelante en la historia, Vash "baja su arma", esperando dejar su vida de cazarrecompensas y comenzar de nuevo. Luego se llama Kanan (o Erics, en la versión en inglés). Wolfwood comienza a buscar a Vash, y lo encuentra en una ciudad llena de bandas criminales en la que su líder se llama Vash The Stampede, y comienza Trigun Maximum.

## Habilidades
Vash habitualmente lleva un revólver plateado o niquelado de calibre 45 a medida, un clásico de doble disparo de seis con un mecanismo de recarga de rotura superior que dispara una munición de 45 Colt. En la serie, Knives crea un par de revólveres, el plateado para Vash y uno en negro para él. Luego Vash hiere a Knives y toma su arma, cargando ambos por un tiempo hasta que Cuchillos dispara su brazo y recupera el negro. En el manga, Vash usa su arma única más por mera novedad y hábito.
Junto a su revólver, Vash tiene un brazo cibernético equipado con un arma oculta. Inicialmente es una poderosa pistola semiautomática que luego se actualiza a una ametralladora completamente automática. En la serie, los revólveres de los hermanos sostienen el catalizador necesario para activar sus "Armas de ángel". El brazo del ángel es el arma definitiva de Vash. Tras la activación, su brazo derecho se transforma en un arma lo suficientemente poderosa como para destruir ciudades enteras con un solo disparo. Vash teme el potencial de destrucción del Angel Arm, y sabe poco sobre cómo usarlo. En el manga, el brazo de ángel es una característica natural del cuerpo de una planta, y puede manipularse en varias formas para crear una serie de efectos más allá de la destrucción. Su poder para usar el brazo del ángel es limitado: como una batería, contiene solo una cierta cantidad de energía, y cuando esa energía desaparezca, morirá. El brazo del ángel de Vash típicamente toma la forma de un arma de cañón grande, que usa una tremenda cantidad de poder.
En la serie, se puede ver a Vash usando un cuchillo escondido en su bota en múltiples episodios. Durante su batalla con Brilliant Dynamites Neon, usa un arma automática que parece similar a una carabina AK-47. En la batalla final con Knives, también usa la cruz de Wolfwood.
Además de su brazo de ángel, Vash ha mostrado un nivel sobrehumano de agilidad, fuerza, reflejos, vista y control muscular completo. En los episodios del anime, Vash a menudo ha demostrado la capacidad de esquivar balas a corta distancia y esquivar ataques de cuerpo a cuerpo hábiles (en un momento dado, al mismo tiempo que finge bailar con una mujer). Durante una competencia de duelo de armas, Vash pudo evitar la muerte de muchos de los competidores arrojando piedras en momentos clave para derribar balas de su curso letal. Finalmente, se afirma que su inteligencia es superior a la de la mayoría de los humanos.